# Josip Henneberg
Josip Henneberg „Pepe” (Gospić, 25. travnja 1873. – Zagreb, 10. srpnja 1934.), hrvatski slikar i aktivist.

## Životopis
Nakon završetka gimnazije u Zagrebu, 1892. godine dobiva stipendiju za studij slikarstva na Akademiji likovnih umjetnosti u Beču. Izidor Kršnjavi ga vraća u Zagreb kako bi se školovao za učitelja crtanja na tek otvorenom tečaju Obrtne škole. Ubrzo napušta školu te upisuje studij povijest i zemljopis na Filozofskom fakultetu.
Godine 1895. isključen je sa Sveučilišta zbog sudjelovanja u paljenju mađarske zastave. Nakon toga je osuđen na tri mjeseca zatvora u Bjelovaru. Godine 1896. se upisuje na Akademiju likovnih umjetnosti u Münchenu. Ubrzo nakon toga napušta studij te je radio kao gostioničar u Otočcu. Zatim je radio kao prerisač natpisa i ukrasa sa starih spomenika u Arheološkom muzeju u Zagrebu. U Bremenu je radio kao namještenik iseljeničke agencije „Missler” te društva HAPAG u Trstu. Za vrijeme Prvog svjetskog rata radio je kao ratni slikar, a nakon rata pa sve do smrti zastupnik parobrodskih društava „Red Star Line” i „Cosulich Line”.

## Poveznice
- Spaljivanje mađarske zastave u Zagrebu 16. listopada 1895.